# Thierry Henry
Thierry Daniel Henry (pron. [tjɛˈʁi ɑ̃ˈʁi]; Les Ulis, 17 agosto 1977) è un allenatore di calcio, dirigente sportivo, opinionista ed ex calciatore francese, di ruolo attaccante.
Considerato uno dei migliori attaccanti della storia del calcio e fra i migliori marcatori stranieri della storia della Premier League è primatista di presenze (86) e di reti (42) con la maglia dell'Arsenal nelle competizioni UEFA per club. Con la nazionale francese, di cui con 51 reti è il secondo miglior marcatore di tutti i tempi dopo Olivier Giroud, vinse il campionato del mondo del 1998 e il campionato europeo del 2000.
Lanciato nel professionismo nel 1994 dal Monaco e passato nel 1999 alla Juventus, fu con l'Arsenal che si consacrò come cannoniere; per i Gunners ha totalizzato 228 gol, vinto due Premier League, tre FA Cup e due Community Shield. L'esperienza con il Barcelona gli permise di conquistare la UEFA Champions League (2008-2009), Coppa del mondo per club FIFA (2009) e la Supercoppa UEFA (2009), oltre ai due Campionati spagnoli, alla Copa del Rey e alla Supercopa de España. Nel gennaio 2012 Henry è tornato a vestire la maglia dell'Arsenal, essendo stato ceduto in prestito per due mesi dai New York Red Bulls.
A livello individuale vanta quattro titoli di capocannoniere in Premier League e due Scarpe d'oro. Si aggiudicò altresì due volte il premio di Giocatore dell'anno della PFA e in tre occasioni quello di Giocatore dell'anno della FWA, risultato, questo, mai conseguito da nessun altro calciatore da quando è stato istituito il riconoscimento. Nel 2004 venne inserito nella FIFA 100, una lista dei 125 più grandi giocatori viventi stilata da Pelé e dalla FIFA in occasione delle celebrazioni del centenario della federazione. È stato inserito nella squadra ideale del decennio dal Sun nel 2009. Nell'agosto 2008 Henry risultò da un sondaggio proposto ai tifosi dell'Arsenal primo tra i 50 migliori giocatori della storia del club londinese.

## Biografia
Henry è originario delle Piccole Antille: il padre, Antoine, viene dalla Guadalupa, mentre la madre, Maryse, è martinicana. Thierry nasce e cresce a Les Ulis, comune in periferia di Parigi che, nonostante le ristrettezze, lo aiuta ad apprendere i rudimenti del calcio.
Nel luglio 2003 ha sposato la modella inglese Claire Merry, dalla quale ha divorziato quattro anni dopo, nel 2007.

### Campagna contro il razzismo
Spesso Henry è stato vittima di atteggiamenti razzisti negli stadi. Suscitò clamore quanto avvenne in Spagna nel 2004, quando la nazionale francese affrontava quella iberica, occasione in cui il tecnico degli spagnoli Luis Aragonés si rivolse durante la conferenza stampa pre-partita al proprio giocatore José Antonio Reyes con queste parole:
Lo sdegno non fu solo fra i francesi ma anche fra gli inglesi, che successivamente in un incontro contro la Spagna a Madrid furono bersaglio di cori razzisti da parte delle curve di estrema destra dei due maggiori club della capitale, durante una partita al Bernabéu. Per promuovere la lotta a questo fenomeno, Henry ed altri colleghi, sponsorizzati dalla Nike diedero vita al progetto Stand Up Speak Up.

## Caratteristiche tecniche
Nonostante nel periodo delle giovanili avesse giocato prevalentemente da centravanti, venne impiegato sia dal Monaco che dalla Juventus come ala. All'Arsenal l'allenatore Arsène Wenger lo riportò al centro dell'attacco, spesso proponendolo in coppia con l'olandese Dennis Bergkamp. Dall'annata 2004-2005 il francese si dovette adattare al nuovo modulo scelto dall'allenatore, il 4-5-1, e dunque ricoprire il ruolo di unica punta. Tale posizione, che caratterizzò anche le successive stagioni con i Gunners, gli diede più spazio e gli permise in più occasioni di marcare reti spettacolari; «Thierry Henry potrebbe prendere palla in mezzo al campo e segnare un gol che nessun altro al mondo potrebbe segnare», dichiarò Wenger.
Considerato uno dei più prolifici ed eleganti goleador del suo tempo, dotato di una tecnica sopraffina, tra le qualità più evidenti di Henry che testimoniano l'attitudine al gioco offensivo c'era la facilità di segnare in situazioni di "uno-contro-uno". A ciò egli univa un passo ed un dribbling fuori dal comune, che sfruttava per inserirsi nelle difese e creare circostanze favorevoli. Notevole è il suo peso anche in materia di assist, dacché con i suoi movimenti il francese tendeva a decentrarsi in posizione di ala sinistra; sostenuto da grande fantasia e altruismo, tra il 2002-2003 e il 2004-2005 mandò in gol circa 50 volte i suoi compagni.
Riusciva molto spesso a eludere gli avversari posizionandosi di proposito in fuorigioco, per poi rientrare repentinamente nell'azione prima del passaggio a lui diretto. Non particolarmente efficace nel gioco aereo; viceversa, ha mostrato una straordinaria abilità e precisione nel calciare sia da distanza ravvicinata con tocchi morbidi o secchi, sia da fuori dall'area di rigore con veemenza. All'Arsenal era infatti lui il giocatore incaricato di battere a rete in occasione di calci di punizione e rigori.

## Carriera

### Giocatore

#### Club

##### Esordi
A sette anni Henry dimostra di avere un gran potenziale, il che spinge Claude Chezelle, l'allenatore del club calcistico locale, il CO Les Ulis, a chiedergli di giocare nella sua squadra. Il padre lo convince a partecipare agli allenamenti. Nel 1989 Henry passa all'US Palaiseau, ma dopo un anno il padre inizia ad avere dei problemi con il club, così Henry si trasferisce nel Viry-Châtillon per due stagioni. L'allenatore del Palaiseau, Jean-Marie Panza (futuro mentore di Henry), lo segue allo Châtillon.

##### Monaco
Nel 1990 l'osservatore del Monaco Arnold Catalano è mandato dal club a guardare una partita in cui gioca Henry, che in quell'incontro segna tutte e sei le reti del 6-0 finale. Impressionato dalla sua prestazione, Catalano gli offre l'ingresso nel Monaco senza provino preliminare, a condizione che Henry frequenti i corsi dell'accademia di Clairefontaine. Malgrado le resistenze del preside, poco propenso a far entrare Henry all'accademia per via dei suoi scarsi risultati scolastici, il giovane completa il corso e fa il suo ingresso nel settore giovanile del Monaco, allenato da Arsène Wenger. Firmato il contratto professionistico, poco dopo Henry debutta da professionista nel 1994. Wenger lo utilizza come ala sinistra, perché ritiene che il suo passo e la sua naturale abilità nel controllo di palla possano risultare più efficaci contro il libero che non contro i difensori centrali. Henry chiude la sua prima stagione con il Monaco con 3 gol in 18 presenze.
Wenger continua a cercare la posizione di gioco ideale per Henry e rimane indeciso se schierarlo come attaccante puro. Eletto Giovane calciatore francese dell'anno nel 1996, Henry è tra i protagonisti, nel 1996-1997, della vittoria del titolo francese da parte del Monaco. Nel 1997-1998 contribuisce a portare il Monaco in semifinale di UEFA Champions League, segnando 7 gol, record francese nel torneo. Alla terza stagione con i monegaschi riceve la prima convocazione nella Nazionale francese e fa poi parte della vittoriosa squadra del campionato del mondo 1998 organizzato in casa. Nelle sue cinque stagioni nel Principato di Monaco continua la propria ascesa, portando il numero di gol in Ligue 1 a 20 in 105 presenze. Nel corso della sua esperienza nel Principato Henry fa spesso coppia con il giovane David Trezeguet. I due si ritroveranno spesso accanto anche con la maglia della Nazionale.

##### Juventus

Henry (a sinistra) alla Juventus nel 1999, mentre discute con l'allenatore Lippi.

Nel gennaio 1999 viene acquistato dalla Juventus per sostituire il capitano Alessandro Del Piero, gravemente infortunatosi in autunno. La società bianconera sborsa 21 miliardi di lire per accaparrarsi il giocatore, strappato alla concorrenza dell'Arsenal. In una stagione incolore per i piemontesi, che subiscono tra l'altro le dimissioni di Marcello Lippi in febbraio, il francese non riesce a incidere, complice anche la scelta del nuovo tecnico Carlo Ancelotti di impiegarlo come ala anziché punta. Il bottino è di tre reti, tra cui la doppietta nella vittoriosa trasferta sul campo della Lazio (3-1) in cui gioca come punta.
Inizialmente confermato per la stagione successiva, rimane a Torino solo lo spazio del precampionato prima di essere ceduto all'Arsenal di Wenger per 10 milioni di sterline. Anni dopo Henry motiverà l'addio ai colori bianconeri per l'incompatibilità con l'allora direttore generale del club, Luciano Moggi, il quale avrebbe avuto — a detta del calciatore — una mancanza di rispetto nei suoi confronti.

##### Arsenal
La svolta della sua carriera arriva con il trasferimento all'Arsenal, voluto da Arsène Wenger, che lo aveva allenato già a Monaco. A Londra Henry si conferma come uno dei migliori giocatori al mondo e, anche se il suo trasferimento porta un po' di controversie, secondo Wenger i soldi utilizzati per acquistarlo sono stati spesi bene. Ingaggiato con l'obiettivo di sostituire il connazionale Nicolas Anelka, Henry è immediatamente utilizzato come attaccante puro, scelta azzeccata che avrebbe dato i suoi frutti negli anni a venire.

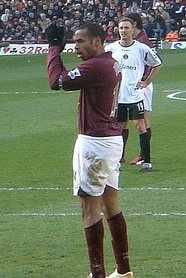
Henry in azione per l'Arsenal nel 2006

Un anno prima Wenger aveva già avviato un ciclo di vittorie, con la conquista del double (Premier League-FA Cup) e con l'acquisto di Henry intende dotare la squadra di un bomber di alto livello. Ciononostante dubbi e critica iniziano ad attaccarlo poco dopo l'arrivo a Londra, mettendo in discussione la sua abilità nell'adattarsi alla velocità e durezza fisica del gioco inglese. Henry, infatti, non riesce a convincere nelle sue prime otto partite e non segna nemmeno un gol. In questo periodo di difficile adattamento, Henry dichiara anche che deve "reimparare tutto riguardo all'arte del segnare". Tuttavia questo difficile periodo è solamente l'inizio di una brillante stagione, terminata con 26 gol e 11 assist in 47 partite totali. I Gunners terminano l'annata con un 2º posto in campionato, dietro al Manchester United, perdendo nella finale di Coppa UEFA contro i turchi del Galatasaray.
In seguito al vittorioso Europeo 2000 con la maglia della Nazionale francese, Henry nella stagione 2000-01 segna 22 gol tra le varie competizioni, miglior marcatore stagionale della squadra. Nonostante segni meno reti e fornisca meno assist rispetto al suo primo anno, la seconda stagione di Henry si rivela il suo trampolino di lancio. Durante la sua quarta stagione Henry riesce già a segnare la centesima rete con la maglia dei Gunners e non scende mai sotto le 22 reti stagionali. Diventa ben presto il giocatore simbolo dell'Arsenal, oltre che il punto di riferimento della Nazionale francese insieme a Zinédine Zidane. Vince la Scarpa d'Oro per due volte e si classifica secondo al Pallone d'Oro nel 2003 e terzo nel 2006, anno in cui ottiene il secondo posto in Champions League e, con la Francia, al Mondiale. Inoltre per la stagione 2005-2006 arriva secondo anche per la Scarpa d'Oro.

##### Barcellona

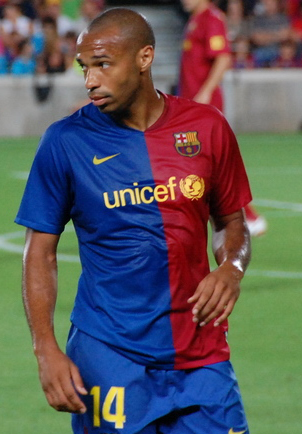
Henry con la maglia del Barcellona nel 2008

Il 25 giugno 2007 viene acquistato dal Barcellona per 24 milioni di euro. Secondo quanto dichiarato dal giocatore, a indurlo a essere ceduto sono le dimissioni di David Dein da vicepresidente dell'Arsenal per divergenze con la società e il possibile addio del tecnico Wenger, che rinnova il contratto in scadenza nel 2008 soltanto dopo la cessione di Henry.
La sua prima stagione in maglia blaugrana lo vede concludere con un bottino stagionale nella Liga di 12 gol in 30 partite e in Champions di 3 gol in 10 gare. La squadra chiude al terzo posto dietro al Real Madrid e al Villareal e chiude la Champions League in semifinale, eliminata dal Manchester United, poi vincitore.
Nella stagione 2008-2009 si laurea campione di Spagna e d'Europa (conquistando l'unico grande trofeo che mancava alla sua bacheca) con il club catalano, segnando 26 gol, 19 dei quali nella Liga e 6 in Champions League (1 nel turno preliminare). Con 72 reti messe a segno, il tridente formato con Lionel Messi e Samuel Eto'o è stato il più prolifico di sempre nella storia della Primera División, avendo superato il precedente record di 66 goal dei madridisti Ferenc Puskás, Alfredo Di Stéfano e Luis del Sol nella stagione 1960-1961.
La stagione successiva vede una diminuzione del suo impiego, complice un suo calo di prestazioni concomitante con l'emergere di Pedro. La stagione termina con la vittoria nella Supercoppa europea, nel Mondiale per club FIFA e nel campionato spagnolo.

##### New York Red Bulls e prestito all'Arsenal
Il 13 luglio 2010 firma con gli statunitensi dei New York Red Bulls.

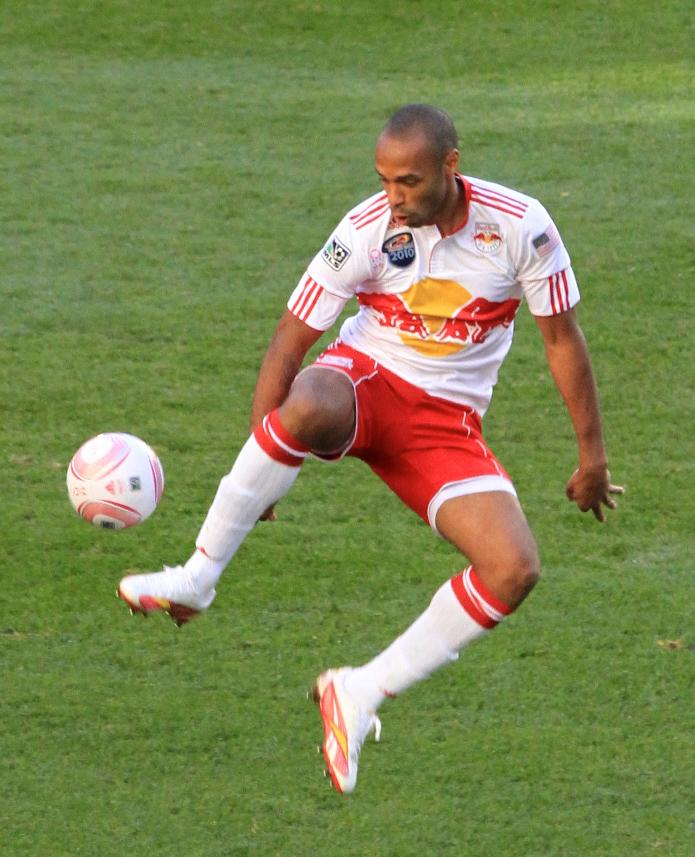
Henry con i New York Red Bulls nel 2011

Nel gennaio 2011 il sito ufficiale dell'Arsenal annuncia che Henry tornerà in Inghilterra per allenarsi con la sua vecchia squadra in modo da evitare un calo di condizione fisica in vista della successiva stagione della MLS.
L'anno dopo, per mantenere la condizione in vista della nuova stagione di MLS, fa ritorno all'Arsenal in prestito per due mesi a partire da gennaio. Decide di indossare la maglia numero 12 (numero usato nella sua esperienza con la nazionale francese) perché la 14 che ha caratterizzato la sua precedente esperienza con i Gunners è già occupata da Theo Walcott. Esordisce per la seconda volta con la maglia dei Gunners il 9 gennaio seguente, nella partita di FA Cup contro il Leeds United, subentrando a Chamakh al 68º minuto. Dieci minuti più tardi, Henry trova subito la rete, siglando il suo 227º gol con la maglia dell'Arsenal. Si ripete nella sua ultima partita in Premier League segnando, a tempo scaduto, il gol del 2-1 che regala all'Arsenal la vittoria sul campo del Sunderland. Infine, il 15 febbraio subentra a Theo Walcott nel secondo tempo della partita di andata degli ottavi di finale di Champions League contro il Milan. Con questa breve esperienza porta il suo totale con la maglia dell'Arsenal a 228 gol in 377 partite.
Il 16 febbraio, come da contratto, ritorna ai New York Red Bulls.
Nella stagione 2013 Henry realizza 10 gol in 32 partite (di cui due disputate nei play-off) e i Red Bulls concludono al primo posto la regular season aggiudicandosi l'MLS Supporters' Shield e qualificandosi per la CONCACAF Champions League 2014-2015. Vengono poi eliminati nella semifinale di conference dei play-off dopo aver perso ai tempi supplementari la gara di ritorno con gli Houston Dynamo.
Il 1º dicembre 2014 annuncia che non rinnoverà il contratto con la squadra di New York, dopo 4 anni e mezzo nei quali ha collezionato 135 presenze e 52 gol. Il 16 dicembre successivo annuncia il suo ritiro dal calcio giocato per diventare opinionista di Sky Sports. Conclude la sua carriera con 450 gol segnati in 994 presenze fra club e Nazionali.

#### Nazionale

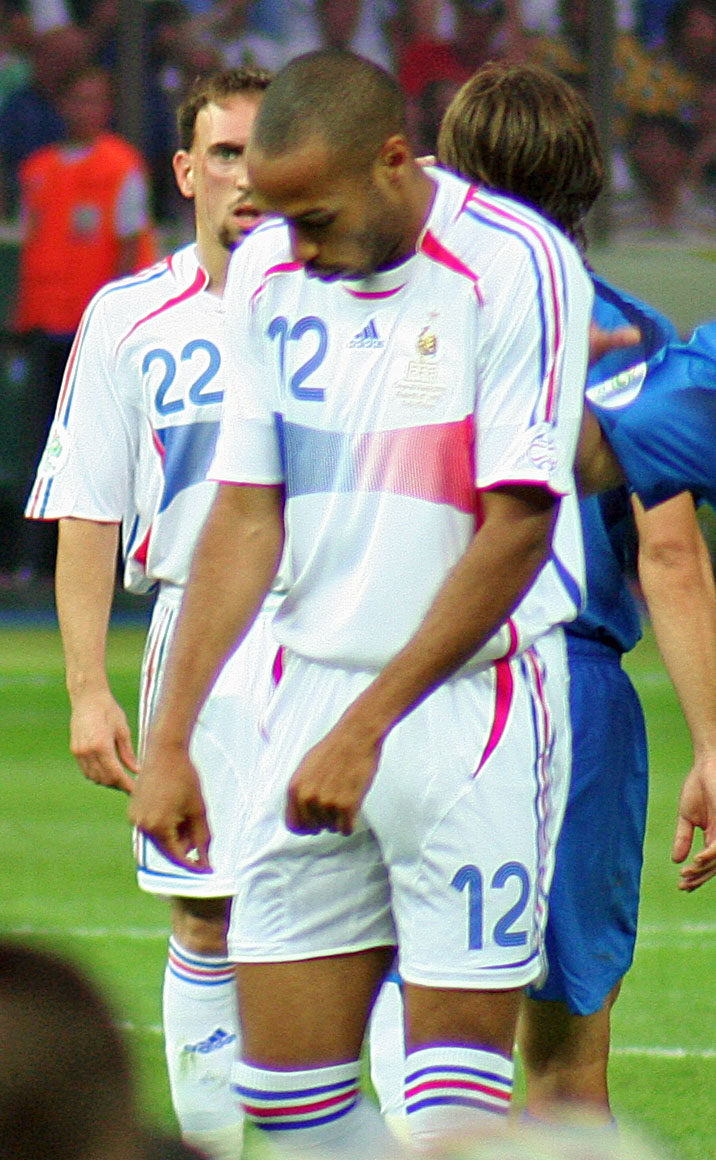
Henry in campo con la Francia nella finale del campionato mondiale di calcio 2006

Henry ha avuto successo anche con la nazionale francese. La sua carriera a livello internazionale è iniziata con la selezione under-20 transalpina, grazie alle ottime prestazioni fornite con la maglia del Monaco.
Partecipa al campionato mondiale Under-20 svoltosi in Malaysia nel 1997, assieme William Gallas e David Trezeguet, che avrebbe ritrovato nella nazionale maggiore. Dopo soli quattro mesi, il CT Aimé Jacquet decide di convocarlo in nazionale maggiore. Il suo debutto con i bleus risale all'11 ottobre 1997, in una partita vinta per 2-1 contro il Sudafrica. Lo stesso Jacquet convoca Henry per il campionato del mondo del 1998, torneo nel quale l'attaccante realizza 3 reti, classificandosi primo marcatore francese. Henry è anche in procinto di entrare in campo nella finale vinta per 3-0 contro il Brasile come sostituto, ma l'espulsione di Marcel Desailly costringe Jacquet a inserire un difensore. Nel medesimo anno riceve la Legion d'onore e la nomina di Chevalier (Cavaliere).
Con la nazionale francese vince anche il campionato d'Europa 2000, realizzando 3 reti in 6 presenze. Prende parte alla negativa avventura della Francia al campionato del mondo 2002 (eliminazione al primo turno, senza gol segnati dai bleus campioni del mondo in carica) e al campionato d'Europa 2004, competizione in cui segna 2 reti in 4 partite (entrambe contro la Svizzera).
Nel 2006 partecipa al campionato mondiale di Germania, dove è stato uno dei grandi protagonisti della Francia, segnando 3 reti in 7 presenze. Nella fase a gironi va a segno in due occasioni, contro la Corea del Sud (1-1) e il Togo (0-2); la marcatura contro i togolesi, insieme a quella messa a segno da Patrick Vieira, proietta la Francia agli ottavi di finale contro la Spagna. Ai quarti di finale, su assist di Zinédine Zidane, realizza il gol del definitivo 0-1 che elimina il Brasile campione del mondo in carica. Nella semifinale contro il Portogallo è Henry a ottenere il calcio di rigore che, realizzato da Zidane, vale ai bleus la qualificazione alla finale, persa contro l'Italia ai tiri di rigore. Nella sfida contro gli azzurri non riesce però ad incidere e viene sostituito da Wiltord al 107'.

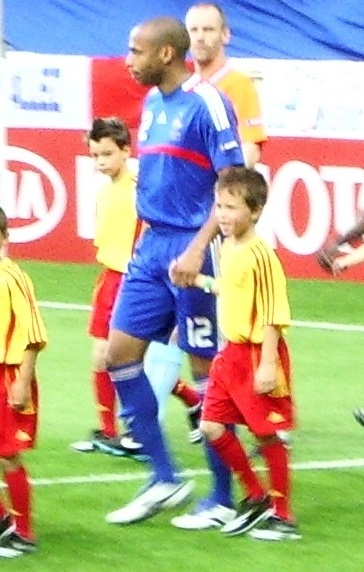
Henry entra in campo prima di -Francia al

Partecipa anche alla fase finale del campionato europeo del 2008, dove esordisce nel secondo match contro l'Paesi Bassi, perso dalla Francia per 4-1, mettendo a segno l'unica rete dei transalpini nel torneo. Nel terzo match, contro l'Italia campione del mondo in carica, perso dai bleus per 0-2, Henry favorisce, suo malgrado, il gol del raddoppio realizzato da De Rossi, deviando nella propria porta la punizione calciata dal centrocampista italiano.
Durante le qualificazioni al campionato del mondo del 2010, il 4 settembre 2009, alla vigilia della decisiva partita contro la Romania (terminata 1-1 con un suo gol), Henry guida un "ammutinamento" nei confronti del commissario tecnico Raymond Domenech, arrivando a dichiarare:
(Thierry Henry)
Durante la partita contro l'Irlanda del 18 novembre 2009, valida per il ritorno dei play-off di qualificazione a Sudafrica 2010, Henry è al centro di molte polemiche: nei minuti conclusivi dell'incontro, controlla il pallone toccandolo due volte con la mano sinistra, per poi effettuare il passaggio decisivo a Gallas, che segna il gol che dà la qualificazione alla Francia. Sentendosi defraudata, la federcalcio irlandese chiede alla FIFA di disporre la ripetizione del match, non ottenendola. Nel gennaio 2010 la FIFA decide di "graziare" il calciatore, affermando che non ci sono le "basi giuridiche per occuparsi del caso".
Al campionato del mondo del 2010, in Sudafrica, Henry scende in campo nella prima e nella terza partita. La Francia conclude il torneo con l'eliminazione al primo turno.
Con la maglia della nazionale francese ha superato il record di marcature di Michel Platini ed è diventato il secondo giocatore con più presenze. Il 15 luglio 2010, tramite il sito ufficiale dei New York Red Bulls, ha annunciato il proprio ritiro dalla nazionale dopo 13 anni in cui ha disputato 123 partite e segnato 51 gol.

### Dopo Il ritiro

#### Assistente nella nazionale belga
Il 25 agosto 2016 viene scelto da Roberto Martínez come secondo assistente alla guida della nazionale belga, coadiuvato dal primo assistente Graeme Jones. La squadra prende parte al campionato del mondo del 2018, dove raggiunge la semifinale contro la Francia, che elimina i belgi. Il Belgio disputa dunque la finale per il terzo posto contro l'Inghilterra (già incontrata nella fase a gironi), che sconfigge per 2-0, classificandosi quindi al terzo posto nella competizione. Il 31 agosto 2018 Henry viene promosso come primo assistente di Martínez. Contestualmente rifiuta la proposta di allenare il Bordeaux, a causa di divergenze con i proprietari del club.

#### Monaco e Montréal Impact
Il 13 ottobre 2018, in seguito all'esonero del portoghese Leonardo Jardim, Henry viene nominato nuovo allenatore del Monaco, club che lo aveva lanciato nel calcio professionistico: con i monegaschi sigla un contratto triennale. La settimana seguente al debutto perde per 2-1 contro lo Strasburgo e in Champions League pareggia per 1-1 con il Club Brugge (terminerà il girone all’ultimo posto dietro a Borussia Dortmund, Atlético Madrid e appunto Club Brugge). Il 24 gennaio 2019, dopo l’eliminazione ai sedicesimi di Coppa di Francia per mano del Metz che milita nella seconda divisione e con la squadra ancora penultima in campionato, il club monegasco annuncia la sospensione dall'incarico di Henry, visti gli scarsi risultati, venendo sostituito dal suo vice Franck Passi; tra campionato, coppe nazionali e Champions su 20 partite ne ha vinte 4, pareggiate 5 e perse 11.
Nel marzo seguente viene scelto come ambasciatore per l’Europeo 2020.
Il 14 novembre 2019 viene annunciato come nuovo allenatore dei canadesi del Montreal Impact firmando un contratto biennale con opzione per il 2022. Con la squadra canadese nel 2020 raggiunge i playoff in campionato e i quarti di finale in Champions League. Il 25 febbraio 2021 rassegna le proprie dimissioni da allenatore del club canadese per motivi personali.

#### Di nuovo nello staff del Belgio, opinionista tv e azionista del Como
Nel maggio del 2021, prima dell’inizio dell’Europeo, slittato all’estate di quell’anno, Henry torna nello staff del Belgio come assistente di Martinez. Lascia l’incarico nel febbraio del 2023 dopo l’addio di Martinez e l’arrivo di Domenico Tedesco. Nello stesso periodo è opinionista per Paramount + e per Prime Video. Lavora inoltre per la CBS come opinionista fisso del programma UEFA Champions League, insieme a Kate Scott, Micah Richards e Jamie Carragher.
Nel frattempo nell'agosto del 2022 diventa azionista del Como con l’1%.

#### Nazionali Under-21 e olimpica francese
Il 21 agosto 2023, dopo aver svolto il ruolo di opinionista sia per Prime Francia, commentando le partite di Ligue 1, sia in Inghilterra, per analizzare la Premier League per Sky, viene scelto come nuovo allenatore della Nazionale Under-21 francese con cui ha guidato la selezione alle Olimpiadi disputatesi l'anno seguente in Francia, a Parigi. Con la nazionale francese vince la medaglia d'argento, perdendo la finale per l'oro contro la Spagna.
Il 19 agosto 2024 rassegna le dimissioni da commissario tecnico della nazionale Under-21 adducendo a motivi personali.

## Statistiche
Tra club e nazionale maggiore Henry ha disputato complessivamente 917 partite segnando 411 reti, con la media di 0,45 gol a partita.

### Presenze e reti nei club
| Stagione              | Squadra               | Campionato            | Campionato | Campionato | Coppe nazionali | Coppe nazionali | Coppe nazionali | Coppe continentali | Coppe continentali | Coppe continentali | altre coppe | altre coppe | altre coppe | Totale | Totale |
| Stagione              | Squadra               | Comp                  | Pres       | Reti       | Comp            | Pres            | Reti            | Comp               | Pres               | Reti               | Comp        | Pres        | Reti        | Pres   | Reti   |
| --------------------- | --------------------- | --------------------- | ---------- | ---------- | --------------- | --------------- | --------------- | ------------------ | ------------------ | ------------------ | ----------- | ----------- | ----------- | ------ | ------ |
| 1994-1995             | Monaco 2              | CFA                   | 19         | 6          | -               | -               | -               | -                  | -                  | -                  | -           | -           | -           | 19     | 6      |
| 1994-1995             | Monaco                | D1                    | 8          | 3          | CF+CdL          | 0               | 0               | -                  | -                  | -                  | -           | -           | -           | 8      | 3      |
| 1995-1996             | Monaco                | D1                    | 18         | 3          | CF+CdL          | 0+3             | 0               | CU                 | 1                  | 0                  | -           | -           | -           | 22     | 3      |
| 1996-1997             | Monaco                | D1                    | 36         | 9          | CF+CdL          | 1+2             | 0               | CU                 | 9                  | 1                  | -           | -           | -           | 48     | 10     |
| 1997-1998             | Monaco                | D1                    | 30         | 4          | CF+CdL          | 4+1             | 0               | UCL                | 9                  | 7                  | -           | -           | -           | 44     | 11     |
| 1998-gen. 1999        | Monaco                | D1                    | 13         | 1          | CF+CdL          | 0+1             | 0               | CU                 | 5                  | 0                  | -           | -           | -           | 19     | 1      |
| Totale Monaco         | Totale Monaco         | Totale Monaco         | 105        | 20         |                 | 12              | 0               |                    | 24                 | 8                  |             | -           | -           | 141    | 28     |
| gen.-giu. 1999        | Juventus              | A                     | 16+2       | 3+0        | CI              | 1               | 0               | UCL                | 0                  | 0                  | -           | -           | -           | 19     | 3      |
| ago. 1999             | Juventus              | A                     | 0          | 0          | CI              | 0               | 0               | Int.+CU            | 1+0                | 0                  | -           | -           | -           | 1      | 0      |
| Totale Juventus       | Totale Juventus       | Totale Juventus       | 16+2       | 3+0        |                 | 1               | 0               |                    | 1                  | 0                  |             | -           | -           | 20     | 3      |
| 1999-2000             | Arsenal               | PL                    | 31         | 17         | FACup+CdL       | 3+2             | 0+1             | UCL+CU             | 4+8                | 1+7                | -           | -           | -           | 48     | 26     |
| 2000-2001             | Arsenal               | PL                    | 35         | 17         | FACup+CdL       | 4+0             | 1               | UCL                | 14                 | 4                  | -           | -           | -           | 53     | 22     |
| 2001-2002             | Arsenal               | PL                    | 33         | 24         | FACup+CdL       | 5+0             | 1               | UCL                | 11                 | 7                  | -           | -           | -           | 49     | 32     |
| 2002-2003             | Arsenal               | PL                    | 37         | 24         | FACup+CdL       | 5+0             | 1               | UCL                | 12                 | 7                  | CS          | 1           | 0           | 55     | 32     |
| 2003-2004             | Arsenal               | PL                    | 37         | 30         | FACup+CdL       | 3+0             | 3               | UCL                | 10                 | 5                  | CS          | 1           | 1           | 51     | 39     |
| 2004-2005             | Arsenal               | PL                    | 32         | 25         | FACup+CdL       | 1+0             | 0               | UCL                | 8                  | 5                  | CS          | 1           | 0           | 42     | 30     |
| 2005-2006             | Arsenal               | PL                    | 32         | 27         | FACup+CdL       | 0+1             | 1               | UCL                | 11                 | 5                  | CS          | 1           | 0           | 45     | 33     |
| 2006-2007             | Arsenal               | PL                    | 17         | 10         | FACup+CdL       | 3+0             | 1               | UCL                | 7                  | 1                  | -           | -           | -           | 27     | 12     |
| 2007-2008             | Barcellona            | PD                    | 30         | 12         | CR              | 7               | 4               | UCL                | 10                 | 3                  | -           | -           | -           | 47     | 19     |
| 2008-2009             | Barcellona            | PD                    | 29         | 19         | CR              | 1               | 1               | UCL                | 12                 | 6                  | -           | -           | -           | 42     | 26     |
| 2009-2010             | Barcellona            | PD                    | 21         | 4          | CR              | 1               | 0               | UCL                | 6                  | 0                  | SS+SU+Cmc   | 2+1+1       | 0           | 32     | 4      |
| Totale Barcellona     | Totale Barcellona     | Totale Barcellona     | 80         | 35         |                 | 9               | 5               |                    | 28                 | 9                  |             | 4           | 0           | 121    | 49     |
| giu. -dic.2010        | N.Y. Red Bulls        | MLS                   | 11+1       | 2+0        | USOC            | 0               | 0               | -                  | -                  | -                  | -           | -           | -           | 12     | 2      |
| 2011                  | N.Y. Red Bulls        | MLS                   | 26+3       | 14+1       | USOC            | 0               | 0               | -                  | -                  | -                  | -           | -           | -           | 29     | 15     |
| gen. -feb.2012        | Arsenal               | PL                    | 4          | 1          | FACup+CdL       | 2+0             | 1               | UCL                | 1                  | 0                  | -           | -           | -           | 7      | 2      |
| Totale Arsenal        | Totale Arsenal        | Totale Arsenal        | 258        | 175        |                 | 29              | 10              |                    | 86                 | 42                 |             | 4           | 1           | 377    | 228    |
| 2012                  | N.Y. Red Bulls        | MLS                   | 25+2       | 15+0       | USOC            | 0               | 0               | -                  | -                  | -                  | -           | -           | -           | 27     | 15     |
| 2013                  | N.Y. Red Bulls        | MLS                   | 30+2       | 10+0       | USOC            | 0               | 0               | -                  | -                  | -                  | -           | -           | -           | 32     | 10     |
| 2014                  | N.Y. Red Bulls        | MLS                   | 30+5       | 10+0       | USOC            | 0               | 0               | CCL                | 0                  | 0                  | -           | -           | -           | 35     | 10     |
| Totale N.Y. Red Bulls | Totale N.Y. Red Bulls | Totale N.Y. Red Bulls | 122+13     | 51+1       |                 | 0               | 0               |                    | 0                  | 0                  |             | -           | -           | 135    | 52     |
| Totale carriera       | Totale carriera       | Totale carriera       | 615        | 290        |                 | 51              | 15              |                    | 139                | 59                 |             | 8           | 1           | 813    | 366    |

### Cronologia presenze e reti in nazionale
| Cronologia completa delle presenze e delle reti in nazionale ― Francia | Cronologia completa delle presenze e delle reti in nazionale ― Francia | Cronologia completa delle presenze e delle reti in nazionale ― Francia | Cronologia completa delle presenze e delle reti in nazionale ― Francia | Cronologia completa delle presenze e delle reti in nazionale ― Francia | Cronologia completa delle presenze e delle reti in nazionale ― Francia | Cronologia completa delle presenze e delle reti in nazionale ― Francia | Cronologia completa delle presenze e delle reti in nazionale ― Francia |
| Data                                                                   | Città                                                                  | In casa                                                                | Risultato                                                              | Ospiti                                                                 | Competizione                                                           | Reti                                                                   | Note                                                                   |
| ---------------------------------------------------------------------- | ---------------------------------------------------------------------- | ---------------------------------------------------------------------- | ---------------------------------------------------------------------- | ---------------------------------------------------------------------- | ---------------------------------------------------------------------- | ---------------------------------------------------------------------- | ---------------------------------------------------------------------- |
| 11-10-1997                                                             | Lens                                                                   | Francia                                                                | 2 – 1                                                                  | Sudafrica                                                              | Amichevole                                                             | -                                                                      |                                                                        |
| 27-5-1998                                                              | Casablanca                                                             | Francia                                                                | 1 – 0                                                                  | Belgio                                                                 | Trofeo di calcio Hassan II 1998                                        | -                                                                      | 71’                                                                    |
| 29-5-1998                                                              | Casablanca                                                             | Marocco                                                                | 2 – 2 (6 - 5 dtr)                                                      | Francia                                                                | Trofeo di calcio Hassan II 1998                                        | -                                                                      |                                                                        |
| 12-6-1998                                                              | Marsiglia                                                              | Francia                                                                | 3 – 0                                                                  | Sudafrica                                                              | Mondiali 1998 - 1º turno                                               | 1                                                                      |                                                                        |
| 18-6-1998                                                              | Saint-Denis                                                            | Francia                                                                | 4 – 0                                                                  | Arabia Saudita                                                         | Mondiali 1998 - 1º turno                                               | 2                                                                      | 79’                                                                    |
| 24-6-1998                                                              | Lione                                                                  | Francia                                                                | 2 – 1                                                                  | Danimarca                                                              | Mondiali 1998 - 1º turno                                               | -                                                                      | 72’                                                                    |
| 28-6-1998                                                              | Lens                                                                   | Francia                                                                | 1 – 0 gg                                                               | Paraguay                                                               | Mondiali 1998 - Ottavi di finale                                       | -                                                                      | 64’                                                                    |
| 3-7-1998                                                               | Saint-Denis                                                            | Italia                                                                 | 0 – 0 dts (3 – 4 dtr)                                                  | Francia                                                                | Mondiali 1998 - Quarti di finale                                       | -                                                                      | 65’                                                                    |
| 8-7-1998                                                               | Saint-Denis                                                            | Francia                                                                | 2 – 1                                                                  | Croazia                                                                | Mondiali 1998 - Semifinale                                             | -                                                                      | 31’                                                                    |
| 19-8-1998                                                              | Vienna                                                                 | Austria                                                                | 2 – 2                                                                  | Francia                                                                | Amichevole                                                             | -                                                                      | 65’                                                                    |
| 5-9-1998                                                               | Reykjavík                                                              | Islanda                                                                | 1 – 1                                                                  | Francia                                                                | Qual. Euro 2000                                                        | -                                                                      | 68’                                                                    |
| 29-3-2000                                                              | Glasgow                                                                | Scozia                                                                 | 0 – 2                                                                  | Francia                                                                | Amichevole                                                             | 1                                                                      |                                                                        |
| 26-4-2000                                                              | Saint-Denis                                                            | Francia                                                                | 3 – 2                                                                  | Slovenia                                                               | Amichevole                                                             | -                                                                      | 46’                                                                    |
| 28-5-2000                                                              | Zagabria                                                               | Croazia                                                                | 0 – 2                                                                  | Francia                                                                | Amichevole                                                             | -                                                                      | 62’                                                                    |
| 4-6-2000                                                               | Casablanca                                                             | Giappone                                                               | 2 – 2 (2 – 4 dtr)                                                      | Francia                                                                | Trofeo di calcio Hassan II 2000 - Semifinale                           | -                                                                      | 90+3’                                                                  |
| 6-6-2000                                                               | Casablanca                                                             | Marocco                                                                | 1 – 5                                                                  | Francia                                                                | Trofeo di calcio Hassan II 2000 - Finale                               | 1                                                                      | 74’                                                                    |
| 11-6-2000                                                              | Bruges                                                                 | Francia                                                                | 3 – 0                                                                  | Danimarca                                                              | Euro 2000 - 1º turno                                                   | 1                                                                      |                                                                        |
| 16-6-2000                                                              | Bruges                                                                 | Rep. Ceca                                                              | 1 – 2                                                                  | Francia                                                                | Euro 2000 - 1º turno                                                   | 1                                                                      | 89’                                                                    |
| 21-6-2000                                                              | Amsterdam                                                              | Francia                                                                | 2 – 3                                                                  | Paesi Bassi                                                            | Euro 2000 - 1º turno                                                   | -                                                                      |                                                                        |
| 28-6-2000                                                              | Bruxelles                                                              | Francia                                                                | 2 – 1 gg                                                               | Portogallo                                                             | Euro 2000 - Semifinale                                                 | 1                                                                      | 105’                                                                   |
| 2-7-2000                                                               | Bruxelles                                                              | Francia                                                                | 2 – 1 gg                                                               | Italia                                                                 | Euro 2000 - Finale                                                     | -                                                                      | 2º titolo europeo                                                      |
| 16-8-2000                                                              | Marsiglia                                                              | Francia                                                                | 5 – 1                                                                  | World Stars                                                            | Amichevole                                                             | -                                                                      | 46’                                                                    |
| 2-9-2000                                                               | Saint-Denis                                                            | Francia                                                                | 1 – 1                                                                  | Inghilterra                                                            | Amichevole                                                             | -                                                                      | 73’                                                                    |
| 4-10-2000                                                              | Saint-Denis                                                            | Francia                                                                | 1 – 1                                                                  | Camerun                                                                | Amichevole                                                             | -                                                                      |                                                                        |
| 7-10-2000                                                              | Johannesburg                                                           | Sudafrica                                                              | 0 – 0                                                                  | Francia                                                                | Amichevole                                                             | -                                                                      | 46’                                                                    |
| 27-2-2001                                                              | Saint-Denis                                                            | Francia                                                                | 1 – 0                                                                  | Germania                                                               | Amichevole                                                             | -                                                                      | 60’                                                                    |
| 24-3-2001                                                              | Saint-Denis                                                            | Francia                                                                | 5 – 0                                                                  | Giappone                                                               | Amichevole                                                             | 1                                                                      | 52’                                                                    |
| 28-3-2001                                                              | Valencia                                                               | Spagna                                                                 | 2 – 1                                                                  | Francia                                                                | Amichevole                                                             | -                                                                      |                                                                        |
| 25-4-2001                                                              | Saint-Denis                                                            | Francia                                                                | 4 – 0                                                                  | Portogallo                                                             | Amichevole                                                             | 1                                                                      |                                                                        |
| 15-8-2001                                                              | Nantes                                                                 | Francia                                                                | 1 – 0                                                                  | Danimarca                                                              | Amichevole                                                             | -                                                                      | 55’                                                                    |
| 1-9-2001                                                               | Santiago del Cile                                                      | Cile                                                                   | 1 – 1                                                                  | Francia                                                                | Amichevole                                                             | -                                                                      | 46’                                                                    |
| 6-10-2001                                                              | Saint-Denis                                                            | Francia                                                                | 4 – 1                                                                  | Algeria                                                                | Amichevole                                                             | 1                                                                      | 56’                                                                    |
| 13-2-2002                                                              | Saint-Denis                                                            | Francia                                                                | 2 – 1                                                                  | Romania                                                                | Amichevole                                                             | -                                                                      | 71’                                                                    |
| 27-3-2002                                                              | Saint-Denis                                                            | Francia                                                                | 5 – 0                                                                  | Scozia                                                                 | Amichevole                                                             | 1                                                                      |                                                                        |
| 17-4-2002                                                              | Saint-Denis                                                            | Francia                                                                | 0 – 0                                                                  | Russia                                                                 | Amichevole                                                             | -                                                                      |                                                                        |
| 26-5-2002                                                              | Suwon                                                                  | Corea del Sud                                                          | 2 – 3                                                                  | Francia                                                                | Amichevole                                                             | -                                                                      | 46’                                                                    |
| 31-5-2002                                                              | Seul                                                                   | Francia                                                                | 0 – 1                                                                  | Senegal                                                                | Mondiali 2002 - 1º turno                                               | -                                                                      |                                                                        |
| 6-6-2002                                                               | Pusan                                                                  | Francia                                                                | 0 – 0                                                                  | Uruguay                                                                | Mondiali 2002 - 1º turno                                               | -                                                                      | 25’                                                                    |
| 21-8-2002                                                              | Radès                                                                  | Tunisia                                                                | 1 – 1                                                                  | Francia                                                                | Amichevole                                                             | -                                                                      | 46’                                                                    |
| 12-10-2002                                                             | Saint-Denis                                                            | Francia                                                                | 5 – 0                                                                  | Slovenia                                                               | Qual. Euro 2004                                                        | -                                                                      |                                                                        |
| 16-10-2002                                                             | Ta' Qali                                                               | Malta                                                                  | 0 – 4                                                                  | Francia                                                                | Qual. Euro 2004                                                        | 2                                                                      | 77’                                                                    |
| 20-11-2002                                                             | Saint-Denis                                                            | Francia                                                                | 3 – 0                                                                  | Jugoslavia                                                             | Amichevole                                                             | -                                                                      | 75’                                                                    |
| 12-2-2003                                                              | Saint-Denis                                                            | Francia                                                                | 0 – 2                                                                  | Rep. Ceca                                                              | Amichevole                                                             | -                                                                      | 69’                                                                    |
| 29-3-2003                                                              | Lens                                                                   | Francia                                                                | 6 – 0                                                                  | Malta                                                                  | Qual. Euro 2004                                                        | 2                                                                      | 80’                                                                    |
| 2-4-2003                                                               | Palermo                                                                | Israele                                                                | 1 – 2                                                                  | Francia                                                                | Qual. Euro 2004                                                        | -                                                                      |                                                                        |
| 30-4-2003                                                              | Saint-Denis                                                            | Francia                                                                | 5 – 0                                                                  | Egitto                                                                 | Amichevole                                                             | 2                                                                      | 58’                                                                    |
| 18-6-2003                                                              | Lione                                                                  | Francia                                                                | 1 – 0                                                                  | Colombia                                                               | Conf. Cup 2003 - 1º turno                                              | 1                                                                      | 24’ 85’                                                                |
| 18-6-2003                                                              | Saint-Étienne                                                          | Francia                                                                | 2 – 1                                                                  | Giappone                                                               | Conf. Cup 2003 - 1º turno                                              | -                                                                      | 80’                                                                    |
| 22-6-2003                                                              | Saint-Denis                                                            | Francia                                                                | 5 – 0                                                                  | Nuova Zelanda                                                          | Conf. Cup 2003 - 1º turno                                              | 1                                                                      | 84’                                                                    |
| 26-6-2003                                                              | Saint-Denis                                                            | Francia                                                                | 3 – 2                                                                  | Turchia                                                                | Conf. Cup 2003 - Semifinale                                            | 1                                                                      |                                                                        |
| 29-6-2003                                                              | Saint-Denis                                                            | Camerun                                                                | 0 – 1 dts                                                              | Francia                                                                | Conf. Cup 2003 - Finale                                                | 1                                                                      | 2º titolo                                                              |
| 20-8-2003                                                              | Ginevra                                                                | Svizzera                                                               | 0 – 2                                                                  | Francia                                                                | Amichevole                                                             | -                                                                      | 46’                                                                    |
| 6-9-2003                                                               | Saint-Denis                                                            | Francia                                                                | 5 – 0                                                                  | Cipro                                                                  | Qual. Euro 2004                                                        | 1                                                                      | 78’                                                                    |
| 10-9-2003                                                              | Lubiana                                                                | Slovenia                                                               | 0 – 2                                                                  | Francia                                                                | Qual. Euro 2004                                                        | -                                                                      |                                                                        |
| 11-10-2003                                                             | Saint-Denis                                                            | Francia                                                                | 3 – 0                                                                  | Israele                                                                | Qual. Euro 2004                                                        | 1                                                                      | 75’                                                                    |
| 15-11-2003                                                             | Gelsenkirchen                                                          | Germania                                                               | 0 – 3                                                                  | Francia                                                                | Amichevole                                                             | 1                                                                      |                                                                        |
| 31-3-2004                                                              | Rotterdam                                                              | Paesi Bassi                                                            | 0 – 0                                                                  | Francia                                                                | Amichevole                                                             | -                                                                      | 46’                                                                    |
| 20-5-2004                                                              | Saint-Denis                                                            | Francia                                                                | 0 – 0                                                                  | Brasile                                                                | Amichevole                                                             | -                                                                      | Centenario FIFA                                                        |
| 6-6-2004                                                               | Saint-Denis                                                            | Francia                                                                | 1 – 0                                                                  | Ucraina                                                                | Amichevole                                                             | -                                                                      |                                                                        |
| 13-6-2004                                                              | Lisbona                                                                | Francia                                                                | 2 – 1                                                                  | Inghilterra                                                            | Euro 2004 - 1º turno                                                   | -                                                                      |                                                                        |
| 17-6-2004                                                              | Leiria                                                                 | Croazia                                                                | 2 – 2                                                                  | Francia                                                                | Euro 2004 - 1º turno                                                   | -                                                                      |                                                                        |
| 21-6-2004                                                              | Coimbra                                                                | Svizzera                                                               | 1 – 3                                                                  | Francia                                                                | Euro 2004 - 1º turno                                                   | 2                                                                      | 48’                                                                    |
| 25-6-2004                                                              | Lisbona                                                                | Francia                                                                | 0 – 1                                                                  | Grecia                                                                 | Euro 2004 - Quarti di finale                                           | -                                                                      |                                                                        |
| 18-8-2004                                                              | Rennes                                                                 | Francia                                                                | 1 – 1                                                                  | Bosnia ed Erzegovina                                                   | Amichevole                                                             | -                                                                      | 46’                                                                    |
| 4-9-2004                                                               | Saint-Denis                                                            | Francia                                                                | 0 – 0                                                                  | Israele                                                                | Qual. Mondiali 2006                                                    | -                                                                      |                                                                        |
| 8-9-2004                                                               | Tórshavn                                                               | Fær Øer                                                                | 0 – 2                                                                  | Francia                                                                | Qual. Mondiali 2006                                                    | -                                                                      | 64’                                                                    |
| 9-10-2004                                                              | Saint-Denis                                                            | Francia                                                                | 0 – 0                                                                  | Irlanda                                                                | Qual. Mondiali 2006                                                    | -                                                                      |                                                                        |
| 13-10-2004                                                             | Nicosia                                                                | Cipro                                                                  | 0 – 2                                                                  | Francia                                                                | Qual. Mondiali 2006                                                    | 1                                                                      |                                                                        |
| 17-11-2004                                                             | Saint-Denis                                                            | Francia                                                                | 0 – 0                                                                  | Polonia                                                                | Amichevole                                                             | -                                                                      |                                                                        |
| 9-2-2005                                                               | Saint-Denis                                                            | Francia                                                                | 1 – 1                                                                  | Svezia                                                                 | Amichevole                                                             | -                                                                      |                                                                        |
| 17-8-2005                                                              | Saint-Denis                                                            | Francia                                                                | 3 – 0                                                                  | Costa d'Avorio                                                         | Amichevole                                                             | 1                                                                      | 71’                                                                    |
| 3-9-2005                                                               | Lens                                                                   | Francia                                                                | 3 – 0                                                                  | Fær Øer                                                                | Qual. Mondiali 2006                                                    | -                                                                      | 68’                                                                    |
| 7-9-2005                                                               | Dublino                                                                | Irlanda                                                                | 0 – 1                                                                  | Francia                                                                | Qual. Mondiali 2006                                                    | 1                                                                      | 75’                                                                    |
| 9-11-2005                                                              | Fort-de-France                                                         | Francia                                                                | 3 – 2                                                                  | Costa Rica                                                             | Amichevole                                                             | 1                                                                      |                                                                        |
| 12-11-2005                                                             | Saint-Denis                                                            | Francia                                                                | 0 – 0                                                                  | Germania                                                               | Amichevole                                                             | -                                                                      |                                                                        |
| 1-3-2006                                                               | Saint-Denis                                                            | Francia                                                                | 1 – 2                                                                  | Slovacchia                                                             | Amichevole                                                             | -                                                                      | 46’                                                                    |
| 31-5-2006                                                              | Lens                                                                   | Francia                                                                | 2 – 0                                                                  | Danimarca                                                              | Amichevole                                                             | 1                                                                      | 79’                                                                    |
| 7-6-2006                                                               | Saint-Étienne                                                          | Francia                                                                | 3 – 1                                                                  | Cina                                                                   | Amichevole                                                             | 1                                                                      |                                                                        |
| 13-6-2006                                                              | Stoccarda                                                              | Francia                                                                | 0 – 0                                                                  | Svizzera                                                               | Mondiali 2006 - 1º turno                                               | -                                                                      |                                                                        |
| 18-6-2006                                                              | Lipsia                                                                 | Francia                                                                | 1 – 1                                                                  | Corea del Sud                                                          | Mondiali 2006 - 1º turno                                               | 1                                                                      |                                                                        |
| 23-6-2006                                                              | Colonia                                                                | Togo                                                                   | 0 – 2                                                                  | Francia                                                                | Mondiali 2006 - 1º turno                                               | 1                                                                      |                                                                        |
| 27-6-2006                                                              | Hannover                                                               | Spagna                                                                 | 1 – 3                                                                  | Francia                                                                | Mondiali 2006 - Ottavi di finale                                       | -                                                                      | 88’                                                                    |
| 1-7-2006                                                               | Francoforte sul Meno                                                   | Brasile                                                                | 0 – 1                                                                  | Francia                                                                | Mondiali 2006 - Quarti di finale                                       | 1                                                                      | 86’                                                                    |
| 5-7-2006                                                               | Monaco di Baviera                                                      | Portogallo                                                             | 0 – 1                                                                  | Francia                                                                | Mondiali 2006 - Semifinale                                             | -                                                                      | 84’                                                                    |
| 9-7-2006                                                               | Berlino                                                                | Italia                                                                 | 1 – 1 dts (5 – 3 dtr)                                                  | Francia                                                                | Mondiali 2006 - Finale                                                 | -                                                                      | 107’                                                                   |
| 16-8-2006                                                              | Sarajevo                                                               | Bosnia ed Erzegovina                                                   | 1 – 2                                                                  | Francia                                                                | Amichevole                                                             | -                                                                      |                                                                        |
| 2-9-2006                                                               | Tbilisi                                                                | Georgia                                                                | 0 – 3                                                                  | Francia                                                                | Qual. Euro 2008                                                        | -                                                                      |                                                                        |
| 6-9-2006                                                               | Saint-Denis                                                            | Francia                                                                | 3 – 1                                                                  | Italia                                                                 | Qual. Euro 2008                                                        | 1                                                                      |                                                                        |
| 7-10-2006                                                              | Glasgow                                                                | Scozia                                                                 | 1 – 0                                                                  | Francia                                                                | Qual. Euro 2008                                                        | -                                                                      |                                                                        |
| 11-10-2006                                                             | Sochaux                                                                | Francia                                                                | 5 – 0                                                                  | Fær Øer                                                                | Qual. Euro 2008                                                        | 1                                                                      | 62’                                                                    |
| 15-11-2006                                                             | Saint-Denis                                                            | Francia                                                                | 1 – 0                                                                  | Grecia                                                                 | Amichevole                                                             | 1                                                                      |                                                                        |
| 7-2-2007                                                               | Saint-Denis                                                            | Francia                                                                | 0 – 1                                                                  | Argentina                                                              | Amichevole                                                             | -                                                                      |                                                                        |
| 22-8-2007                                                              | Trnava                                                                 | Slovacchia                                                             | 0 – 1                                                                  | Francia                                                                | Amichevole                                                             | 1                                                                      | 85’                                                                    |
| 8-9-2007                                                               | Milano                                                                 | Italia                                                                 | 0 – 0                                                                  | Francia                                                                | Qual. Euro 2008                                                        | -                                                                      |                                                                        |
| 13-10-2007                                                             | Tórshavn                                                               | Fær Øer                                                                | 0 – 6                                                                  | Francia                                                                | Qual. Euro 2008                                                        | 1                                                                      |                                                                        |
| 17-10-2007                                                             | Nantes                                                                 | Francia                                                                | 2 – 0                                                                  | Lituania                                                               | Qual. Euro 2008                                                        | 2                                                                      |                                                                        |
| 21-11-2007                                                             | Kiev                                                                   | Ucraina                                                                | 2 – 2                                                                  | Francia                                                                | Qual. Euro 2008                                                        | 1                                                                      |                                                                        |
| 6-2-2008                                                               | Malaga                                                                 | Spagna                                                                 | 1 – 0                                                                  | Francia                                                                | Amichevole                                                             | -                                                                      |                                                                        |
| 31-5-2008                                                              | Tolosa                                                                 | Francia                                                                | 0 – 0                                                                  | Paraguay                                                               | Amichevole                                                             | -                                                                      | cap. 46’                                                               |
| 3-6-2008                                                               | Saint-Denis                                                            | Francia                                                                | 1 – 0                                                                  | Colombia                                                               | Amichevole                                                             | -                                                                      | 78’                                                                    |
| 13-6-2008                                                              | Berna                                                                  | Paesi Bassi                                                            | 4 – 1                                                                  | Francia                                                                | Euro 2008 - 1º turno                                                   | 1                                                                      |                                                                        |
| 17-6-2008                                                              | Zurigo                                                                 | Francia                                                                | 0 – 2                                                                  | Italia                                                                 | Euro 2008 - 1º turno                                                   | -                                                                      | cap. 85’                                                               |
| 20-8-2008                                                              | Göteborg                                                               | Svezia                                                                 | 2 – 3                                                                  | Francia                                                                | Amichevole                                                             | -                                                                      | cap.                                                                   |
| 6-9-2008                                                               | Vienna                                                                 | Austria                                                                | 3 – 1                                                                  | Francia                                                                | Qual. Mondiali 2010                                                    | -                                                                      | cap.                                                                   |
| 10-9-2008                                                              | Saint-Denis                                                            | Francia                                                                | 2 – 1                                                                  | Serbia                                                                 | Qual. Mondiali 2010                                                    | 1                                                                      | cap.                                                                   |
| 11-10-2008                                                             | Costanza                                                               | Romania                                                                | 2 – 2                                                                  | Francia                                                                | Qual. Mondiali 2010                                                    | -                                                                      | cap.                                                                   |
| 14-10-2008                                                             | Saint-Denis                                                            | Francia                                                                | 3 – 1                                                                  | Tunisia                                                                | Amichevole                                                             | 2                                                                      | cap. 84’                                                               |
| 19-11-2008                                                             | Saint-Denis                                                            | Francia                                                                | 0 – 0                                                                  | Uruguay                                                                | Amichevole                                                             | -                                                                      | 72’                                                                    |
| 11-2-2009                                                              | Marsiglia                                                              | Francia                                                                | 0 – 2                                                                  | Argentina                                                              | Amichevole                                                             | -                                                                      | cap.                                                                   |
| 28-3-2009                                                              | Kaunas                                                                 | Lituania                                                               | 0 – 1                                                                  | Francia                                                                | Qual. Mondiali 2010                                                    | -                                                                      | cap.                                                                   |
| 1-4-2009                                                               | Saint-Denis                                                            | Francia                                                                | 1 – 0                                                                  | Lituania                                                               | Qual. Mondiali 2010                                                    | -                                                                      | cap.                                                                   |
| 5-9-2009                                                               | Saint-Denis                                                            | Francia                                                                | 1 – 1                                                                  | Romania                                                                | Qual. Mondiali 2010                                                    | 1                                                                      | cap.                                                                   |
| 9-9-2009                                                               | Belgrado                                                               | Serbia                                                                 | 1 – 1                                                                  | Francia                                                                | Qual. Mondiali 2010                                                    | 1                                                                      | cap. 77’                                                               |
| 10-10-2009                                                             | Guingamp                                                               | Francia                                                                | 5 – 0                                                                  | Fær Øer                                                                | Qual. Mondiali 2010                                                    | -                                                                      | cap.                                                                   |
| 14-10-2009                                                             | Saint-Denis                                                            | Francia                                                                | 3 – 1                                                                  | Austria                                                                | Qual. Mondiali 2010                                                    | 1                                                                      | cap. 50’                                                               |
| 14-11-2009                                                             | Dublino                                                                | Irlanda                                                                | 0 – 1                                                                  | Francia                                                                | Qual. Mondiali 2010                                                    | -                                                                      | cap.                                                                   |
| 18-11-2009                                                             | Saint-Denis                                                            | Francia                                                                | 1 – 1 dts                                                              | Irlanda                                                                | Qual. Mondiali 2010                                                    | -                                                                      | cap.                                                                   |
| 3-3-2010                                                               | Saint-Denis                                                            | Francia                                                                | 0 – 2                                                                  | Spagna                                                                 | Amichevole                                                             | -                                                                      | cap. 65’                                                               |
| 26-5-2010                                                              | Lens                                                                   | Francia                                                                | 2 – 1                                                                  | Costa Rica                                                             | Amichevole                                                             | -                                                                      | 46’                                                                    |
| 30-5-2010                                                              | Radès                                                                  | Tunisia                                                                | 1 – 1                                                                  | Francia                                                                | Amichevole                                                             | -                                                                      | 46’                                                                    |
| 4-6-2010                                                               | Saint-Pierre                                                           | Francia                                                                | 0 – 1                                                                  | Cina                                                                   | Amichevole                                                             | -                                                                      | 71’                                                                    |
| 11-6-2010                                                              | Città del Capo                                                         | Uruguay                                                                | 0 – 0                                                                  | Francia                                                                | Mondiali 2010 - 1º turno                                               | -                                                                      | 72’                                                                    |
| 22-6-2010                                                              | Bloemfontein                                                           | Francia                                                                | 1 – 2                                                                  | Sudafrica                                                              | Mondiali 2010 - 1º turno                                               | -                                                                      | 55’                                                                    |
| Totale                                                                 |                                                                        | Presenze (5º posto)                                                    | 123                                                                    |                                                                        | Reti (2º posto)                                                        | 51                                                                     |                                                                        |

### Statistiche da allenatore

#### Club
Statistiche aggiornate al 22 gennaio 2021.
| Stagione            | Squadra         | Campionato      | Campionato | Campionato | Campionato | Campionato | Coppe nazionali | Coppe nazionali | Coppe nazionali | Coppe nazionali | Coppe nazionali | Coppe continentali | Coppe continentali | Coppe continentali | Coppe continentali | Coppe continentali | Altre coppe | Altre coppe | Altre coppe | Altre coppe | Altre coppe | Totale | Totale | Totale | Totale | % Vittorie | Piazzamento |
| Stagione            | Squadra         | Comp            | G          | V          | N          | P          | Comp            | G               | V               | N               | P               | Comp               | G                  | V                  | N                  | P                  | Comp        | G           | V           | N           | P           | G      | V      | N      | P      | %          | Piazzamento |
| ------------------- | --------------- | --------------- | ---------- | ---------- | ---------- | ---------- | --------------- | --------------- | --------------- | --------------- | --------------- | ------------------ | ------------------ | ------------------ | ------------------ | ------------------ | ----------- | ----------- | ----------- | ----------- | ----------- | ------ | ------ | ------ | ------ | ---------- | ----------- |
| ott. 2018-gen. 2019 | Monaco          | L1              | 12         | 2          | 3          | 7          | CF+CdL          | 2+2             | 1+1             | 0+1             | 1+0             | UCL                | 4                  | 0                  | 1                  | 3                  | -           | -           | -           | -           | -           | 20     | 4      | 5      | 11     | 20,00      | Sub., Eson. |
| 2020                | Montréal Impact | MLS             | 24+1       | 8+0        | 2+0        | 14+1       | -               | -               | -               | -               | -               | CCL                | 4                  | 1                  | 2                  | 1                  | -           | -           | -           | -           | -           | 29     | 9      | 4      | 16     | 31,03      | 18°         |
| Totale carriera     | Totale carriera | Totale carriera | 37         | 10         | 5          | 22         |                 | 4               | 2               | 1               | 1               |                    | 8                  | 1                  | 3                  | 4                  |             | 0           | 0           | 0           | 0           | 49     | 13     | 9      | 27     | 26,53      |             |

#### Nazionale
| Squadra      | Naz                | da             | a              | Record | Record | Record | Record     | Record | Record | Record | Record |
| G            | V                  | N              | P              | GF     | GS     | DR     | Vittorie % |        |        |        |        |
| ------------ | ------------------ | -------------- | -------------- | ------ | ------ | ------ | ---------- | ------ | ------ | ------ | ------ |
| Francia U-21 | Francia (bandiera) | 21 agosto 2023 | 19 agosto 2024 | 6      | 4      | 0      | 2          | 19     | 7      | +12    | 66,67  |

| Cronologia completa delle presenze e delle reti in nazionale ― Francia under 21 | Cronologia completa delle presenze e delle reti in nazionale ― Francia under 21 | Cronologia completa delle presenze e delle reti in nazionale ― Francia under 21 | Cronologia completa delle presenze e delle reti in nazionale ― Francia under 21 | Cronologia completa delle presenze e delle reti in nazionale ― Francia under 21 | Cronologia completa delle presenze e delle reti in nazionale ― Francia under 21 | Cronologia completa delle presenze e delle reti in nazionale ― Francia under 21 | Cronologia completa delle presenze e delle reti in nazionale ― Francia under 21 |
| Data                                                                            | Città                                                                           | In casa                                                                         | Risultato                                                                       | Ospiti                                                                          | Competizione                                                                    | Reti                                                                            | Note                                                                            |
| ------------------------------------------------------------------------------- | ------------------------------------------------------------------------------- | ------------------------------------------------------------------------------- | ------------------------------------------------------------------------------- | ------------------------------------------------------------------------------- | ------------------------------------------------------------------------------- | ------------------------------------------------------------------------------- | ------------------------------------------------------------------------------- |
| 7-9-2023                                                                        | Nancy                                                                           | Francia under 21                                                                | 4 – 1                                                                           | Danimarca under 21                                                              | Amichevole                                                                      | 2 Wahi Lepenant Cherki                                                          | Cap: Zaïre-Emery                                                                |
| 11-9-2023                                                                       | Capodistria                                                                     | Slovenia under 21                                                               | 0 – 4                                                                           | Francia under 21                                                                | Qual. Europeo Under-21                                                          | 2 Barcola Cherki Mara                                                           | Cap: Zaïre-Emery                                                                |
| 13-10-2023                                                                      | Sarajevo                                                                        | Bosnia ed Erzegovina under 21                                                   | 1 – 2                                                                           | Francia under 21                                                                | Qual. Europeo Under-21                                                          | Cherk Kalimuendo                                                                | Cap:Zaïre-Emery                                                                 |
| 17-10-2023                                                                      | Grenoble                                                                        | Francia under 21                                                                | 9 – 0                                                                           | Cipro under 21                                                                  | Qual. Europeo Under-21                                                          | 2 Cherki 2 Kalimuendo 2 Tel Akliouche Matsima autorete                          | Cap:Zaïre-Emery                                                                 |
| 17-11-2023                                                                      | Ried                                                                            | Austria under 21                                                                | 2 – 0                                                                           | Francia under 21                                                                | Qual. Europeo Under-21                                                          | -                                                                               | Cap: Lukeba                                                                     |
| 20-11-2023                                                                      | Le Havre                                                                        | Francia under 21                                                                | 0 – 3                                                                           | Corea del Sud under 21                                                          | Amichevole                                                                      | -                                                                               | Cap: Restes                                                                     |
| Totale                                                                          |                                                                                 | Presenze                                                                        | 6                                                                               |                                                                                 | Reti                                                                            | 19                                                                              |                                                                                 |

#### Nazionale Olimpica
| Squadra          | Naz                | da            | a              | Record | Record | Record | Record     | Record | Record | Record | Record |
| G                | V                  | N             | P              | GF     | GS     | DR     | Vittorie % |        |        |        |        |
| ---------------- | ------------------ | ------------- | -------------- | ------ | ------ | ------ | ---------- | ------ | ------ | ------ | ------ |
| Francia Olimpica | Francia (bandiera) | 2 luglio 2024 | 11 agosto 2024 | 6      | 5      | 0      | 1          | 14     | 6      | +8     | 83,33  |

| Cronologia completa delle presenze e delle reti in nazionale ― Francia olimpica | Cronologia completa delle presenze e delle reti in nazionale ― Francia olimpica | Cronologia completa delle presenze e delle reti in nazionale ― Francia olimpica | Cronologia completa delle presenze e delle reti in nazionale ― Francia olimpica | Cronologia completa delle presenze e delle reti in nazionale ― Francia olimpica | Cronologia completa delle presenze e delle reti in nazionale ― Francia olimpica | Cronologia completa delle presenze e delle reti in nazionale ― Francia olimpica | Cronologia completa delle presenze e delle reti in nazionale ― Francia olimpica |
| Data                                                                            | Città                                                                           | In casa                                                                         | Risultato                                                                       | Ospiti                                                                          | Competizione                                                                    | Reti                                                                            | Note                                                                            |
| ------------------------------------------------------------------------------- | ------------------------------------------------------------------------------- | ------------------------------------------------------------------------------- | ------------------------------------------------------------------------------- | ------------------------------------------------------------------------------- | ------------------------------------------------------------------------------- | ------------------------------------------------------------------------------- | ------------------------------------------------------------------------------- |
| 24-7-2024                                                                       | Marsiglia                                                                       | Francia olimpica                                                                | 3 – 0                                                                           | Stati Uniti olimpica                                                            | Olimpiadi 2024 - 1º turno                                                       | Alexandre Lacazette Michael Olise Loïc Badé                                     | Cap: A.Lacazette                                                                |
| 27-7-2024                                                                       | Nizza                                                                           | Francia olimpica                                                                | 1 – 0                                                                           | Guinea olimpica                                                                 | Olimpiadi 2024 - 1º turno                                                       | Kiliann Sildillia                                                               | Cap: A.Lacazette                                                                |
| 30-7-2024                                                                       | Marsiglia                                                                       | Nuova Zelanda olimpica                                                          | 0 – 3                                                                           | Francia olimpica                                                                | Olimpiadi 2024 - 1º turno                                                       | Jean-Philippe Mateta Désiré Doué Arnaud Kalimuendo                              | Cap: J.Mateta                                                                   |
| 2-8-2024                                                                        | Bordeaux                                                                        | Francia olimpica                                                                | 1 – 0                                                                           | Argentina olimpica                                                              | Olimpiadi 2024 - Quarti di finale                                               | Jean-Philippe Mateta                                                            | Cap: A.Lacazette                                                                |
| 5-8-2024                                                                        | Lione                                                                           | Francia olimpica                                                                | 3 – 1 dts                                                                       | Egitto olimpica                                                                 | Olimpiadi 2024 - Semifinale                                                     | 2 Jean-Philippe Mateta Michael Olise                                            | Cap: A.Lacazette                                                                |
| 9-8-2024                                                                        | Parigi                                                                          | Francia olimpica                                                                | 3 – 5 dts                                                                       | Spagna olimpica                                                                 | Olimpiadi 2024 - Finale                                                         | Enzo Millot Maghnes Akliouche Jean-Philippe Mateta (rig.)                       | Cap: A.Lacazette                                                                |
| Totale                                                                          |                                                                                 | Presenze                                                                        | 6                                                                               |                                                                                 | Reti                                                                            | 14                                                                              |                                                                                 |

### Record
- Unico calciatore, insieme a Lionel Messi, Cristiano Ronaldo e Robert Lewandowski ad aver vinto la Scarpa d'oro 2 volte consecutive.

## Palmarès

### Giocatore

#### Club

##### Competizioni nazionali
- Campionato francese: 1

Monaco: 1996-1997
- Supercoppa francese: 1

Monaco: 1997
- Campionato inglese: 2

Arsenal: 2001-2002, 2003-2004
- Coppa d'Inghilterra: 3

Arsenal: 2001-2002, 2002-2003, 2004-2005
- Community Shield: 2

Arsenal: 2002, 2004
- Campionato spagnolo: 2

Barcellona: 2008-2009, 2009-2010
- Coppa di Spagna: 1

Barcellona: 2008-2009
- Supercoppa di Spagna: 1

Barcellona: 2009
- MLS Supporters' Shield: 1

New York Red Bulls: 2013

##### Competizioni internazionali
- UEFA Champions League: 1

Barcellona: 2008-2009
- Supercoppa UEFA: 1

Barcellona: 2009
- Coppa del mondo per club: 1

Barcellona: 2009

#### Nazionale

##### Competizioni giovanili
- Campionato d'Europa Under-18: 1

Francia-Lussemburgo 1996
- Torneo di Tolone: 1

1997

##### Competizioni maggiori
- Campionato mondiale: 1

Francia 1998
- Campionato d'Europa: 1

Belgio-Paesi Bassi 2000
- Confederations Cup: 1

Francia 2003

#### Individuale
- FIFA 100 (2004)
- Time 100: 1

2007
- Trophées UNFP du football: 1

Miglior giovane della Division 1: 1997
- Calciatore francese dell'anno: 5

2000, 2003, 2004, 2005, 2006
- Squadra ideale del campionato europeo: 1

Belgio-Paesi Bassi 2000
- Capocannoniere della Premier League: 4

2001-2002, 2003-2004, 2004-2005, 2005-2006
- Scarpa d'oro: 2

2004, 2005
- Scarpa d'oro della Confederations Cup: 1

2003
- Pallone d'oro della Confederations Cup: 1

2003
- All-Star Team dei mondiali: 1

Germania 2006
- Onze d'or: 2

2003, 2006
- Giocatore dell'anno della FWA: 3

2002-2003, 2003-2004, 2005-2006
- Giocatore dell'anno della PFA: 2

2003, 2004
- Squadra dell'anno PFA

2001, 2002, 2003, 2004, 2005, 2006
- Hall of Fame del calcio inglese

2008
- FIFA/FIFPro World XI: 1

2006
- Squadra dell'anno UEFA: 5

2001, 2002, 2003, 2004, 2006
- MLS Best XI: 2

2012, 2014
- Candidato al Dream Team del Pallone d'oro (2020)

### Allenatore
- Argento olimpico: 1

2024